# Irena Szydłowska
Irena Szydłowska (28 de enero de 1928-14 de agosto de 1983) fue una deportista polaca que compitió en tiro con arco, en la modalidad de arco recurvo.
Participó en dos Juegos Olímpicos de Verano en los años 1972 y 1976, obteniendo una medalla de plata en Múnich 1972 en la prueba individual. Ganó tres medallas en el Campeonato Mundial de Tiro con Arco al Aire Libre, en los años 1967 y 1971, y una medalla en el Campeonato Europeo de Tiro con Arco al Aire Libre de 1970.

## Palmarés internacional
| Juegos Olímpicos                 | Juegos Olímpicos                | Juegos Olímpicos  | Juegos Olímpicos |
| Año                              | Lugar                           | Medalla           | Prueba           |
| -------------------------------- | ------------------------------- | ----------------- | ---------------- |
| 1972                             | Múnich (RFA)                    | Medalla de plata  | Individual       |
| Campeonato Mundial al Aire Libre |                                 |                   |                  |
| Año                              | Lugar                           | Medalla           | Prueba           |
| 1967                             | Amersfoort (Países Bajos)       | Medalla de oro    | Equipo           |
| 1967                             | Amersfoort (Países Bajos)       | Medalla de bronce | Individual       |
| 1971                             | York (Reino Unido)              | Medalla de oro    | Equipo           |
| Campeonato Europeo al Aire Libre |                                 |                   |                  |
| Año                              | Lugar                           | Medalla           | Prueba           |
| 1970                             | Hradec Králové (Checoslovaquia) | Medalla de plata  | Equipo           |